# 相模原市立鳥屋学園
相模原市立鳥屋学園（さがみはらしりつ とやがくえん）は、神奈川県相模原市緑区鳥屋にある公立の義務教育学校。

## 概要
- 本校は、鳥屋中学校と鳥屋小学校が統合して開校した。なお、相模原市内の義務教育学校は、青和学園に次いで2校目となり、校舎は、鳥屋中学校校舎を使用する。

## 沿革
- 2022年（令和4年）3月16日 - 相模原市は、校名を『相模原市立鳥屋学園』と決定[1][2]。
- 2023年（令和5年）
  - 4月1日 - 開校。
  - 4月7日 - 開校宣言を行い[3]、第1回入学式挙行。最初の新入生は、1年生4名と7年生（中学1年生相当）9名。
  - 11月4日[4] - 開校記念と校旗授与の両式典挙行[3]。
- 2024年（令和6年）3月12日[5] - 第1回卒業証書授与式挙行。

## 学園教育目標
- 『自律・見識・貢献』

## 通学区域
- 相模原市緑区[6]
  - 鳥屋

## アクセス
- JR東日本横浜線・相模線、京王電鉄相模原線橋本駅から、神奈川中央交通バス「橋07」に乗車し、「鳥屋学園前」停留所下車。

## 周辺
- 神奈川県道64号伊勢原津久井線（宮ヶ瀬レイクライン）
- 清真寺